# 963
963 је била проста година.

## Догађаји
- 15. март – Цар Роман II умире у 39. години, вероватно од отрова који му је дала супруга, царица Теофано. Наследио га је његов малолетни син Василије II. Теофано постаје регент и де факто владар, именујући свог другог сина Константина VIII (од само 3 године) за ко-цара Византијског царства.
- 2. јул – Никифор II Фока је проглашен за цара од стране његових трупа у Цезареји. Он шаље флоту да обезбеди Босфорски мореуз од својих непријатеља. Главни министар Јосиф Вринга прикупља подршку и затвара капије Цариграда. Генерал Маријан Аргир је убијен у побуни, приморавајући Вринга да побегне.
- 16. август – Никифор II Фока тријумфално улази у Цариград и слави се као „освајач“. Он је крунисан за цара у Аја Софији.
- 20. септембар – Никифор II Фока се жени бившом византијском супругом Теофаном, удовицом цара Романа II, чиме је ојачао свој легитимитет.
- Геро I, маркгроф од Мерсебурга, походе против Словена. Он приморава Пољанског кнеза Мјешка I Пјаста у Пољској да ода почаст цару Отону I (Великом). Он проширује своју територију, Марца Геронис (Марш Геро), до ушћа реке Одре.
- Свјатослав I Кијевски, велики кнез Кијева, започиње двогодишњу кампању у којој ће победити хазарске снаге дуж реке Дон – и победили Осете и Черкезе на северном Кавказу. Такође успешно напада Бугаре на реци Волги.
- новембар Цар Отон I стиже у Рим; Папа Јован XII и Адалберт II (сувладар Италије) беже у Кампанију, поневши са собом већи део папске ризнице. Римски грађани топло примају Отона као 'ослободиоца'.
- Децембар – Краљ Беренгар II (отац Адалберта II) предаје се у тврђави Монтефелтро немачким снагама. Он и његова супруга Вила су заробљени и послани у Бамберг.
- Луксембург има своје почетке у Луксембуршком замку, који је основао Сигфрид, гроф од Ардена.
- Кинеска влада династије Сунг покушала је да забрани праксу кремације; упркос овој уредби, нижи и средњи слојеви наставили су да кремирају своје мртве све док влада није решила проблем у 12. веку, оснивајући јавна гробља за сиромахе.
- Држава Нанпинг, једно од десет краљевстава у јужно-централној Кини, принуђена је да се преда након инвазије војске династије Сунг.
- 6. новембар – Римски сабор: Цар Отон I сазива сабор у базилици Светог Петра. Папа Јован XII је свргнут под оптужбом да се понашао нечасно и да је подстакао оружану побуну против Отона.
- 6. децембар – Папа Лав VIII је именован на дужност протонотара и почиње своје папство као антипапа Рима – владавина са истовремено свргнутим папом Јованом XII.
- Манастир Велика Лавра на Светој Гори је основао византијски монах Атанасије Атонски.